# طواف يوركشاير للسيدات 2019
طواف يوركشاير للسيدات 2019 (بالفرنسية: Tour de Yorkshire féminin 2019)‏ هو سباق دراجات هوائية، وهو الموسم رقم 5 من السباق، وأقيم خلال الفترة 3 مايو 2019، وحتى 4 مايو 2019، وامتدّ لمسافة 272 كيلومتر، وهو أحد سباقات سباق الدراجات على الطريق للسيدات 2019، وهو من نوع 1.2، وقد شارك في السباق 109 متسابقاً ووصل إلى نهايته 78 متسابقاً.
فاز فيه بالمركز الأول ماريان فوس، وبالمركز الثاني مارغريتا فيكتوريا غارسيا، وبالمركز الثالث ثريا بالادين، والفائز في ترتيب التسلق  كريستين ماجروس، والفائز حسب ترتيب النقاط مارغريتا فيكتوريا غارسيا، والفريق الفائز في ترتيب الفرق Boels Dolmans 2019.

## الفرق
| فرق سيدات محترفة (16)- يو أي أيه تيم ‏ - Équipe Paule Ka ‏ - إس دي وركس ‏ - كانيون إس آر إيه إم راسينغ 2019 ‏ - ليف ريسينغ ‏ - دروبز 2019 ‏ - FDJ–Suez ‏ - هايتك بوردكتس-بيرك سبورت 2019 ‏ - Liv AlUla Jayco ‏ - موفيستار للسيدات ‏ - باركهوتل فالكنبورغ 2019 ‏ - فريق سنويب للسيدات 2019 ‏ - EF Education–Tibco–SVB ‏ - Lidl–Trek (women's team) ‏ - فالكار سيلانس 2019 ‏ - Ceratizit Pro Cycling ‏ فريق وطني- بريطانيا فرق دراجات هواة سيدات (2)- كامز-تيفوسي ‏ - Storey Racing ‏ |  |
| |  |

## المراحل
| المرحلة   | التاريخ | الدورة                                  | type         | المسافة (كم) | الفائز بالمرحلة | القائد العام |
| --------- | ------- | --------------------------------------- | ------------ | ------------ | --------------- | ------------ |
| المرحلة 1 | 3 مايو  | بارنسلي – Bedale ‏                       | مرحلة مستوية | 137          | لورينا ويبيس    | لورينا ويبيس |
| المرحلة 2 | 4 مايو  | Bridlington ‏ – سكاربورو (شمال يوركشاير) | مرحلة التلال | 135          | ماريان فوس      | ماريان فوس   |

## النتيجة

### مرحلة 1
هي مرحلة مسطحة، أجريت في 3 مايو 2019، وامتدّت لمسافة 137 كيلومتر فاز بالمرحلة لورينا ويبيس، ومتصدر الترتيب العام في نهاية المرحلة لورينا ويبيس، ومتصدر ترتيب الفرق فريق سنويب للسيدات 2019 ‏.
| \| التصنيف العام \| التصنيف العام \| التصنيف العام \| التصنيف العام \| التصنيف العام \| \| المتسابقة \| المتسابقة \| الفريق \| الوقت \| \| \| ------------- \| -------------------------- \| ----------------------------------- \| ------------- \| ------------- \| \| 1 \| لورينا ويبيس \| باركهوتل فالكنبورغ [الإنجليزية]‏ \| 3 س 35 د 14 ث \| \| \| 2 \| كريستين ماجروس \| إس دي وركس [الإنجليزية]‏ \| + 3 ث \| \| \| 3 \| أليسون جاكسون \| EF Education–Tibco–SVB [الإنجليزية]‏ \| + 6 ث \| \| \| 4 \| سوزان أندرسن \| فريق سنويب للسيدات [الإنجليزية]‏ \| + 7 ث \| \| \| 5 \| لورين كيتشن \| FDJ–Suez [الإنجليزية]‏ \| + 7 ث \| \| \| 6 \| ماريان فوس \| ليف ريسينغ [الإنجليزية]‏ \| + 8 ث \| \| \| 7 \| ماريا جوليا كونفالونيري \| فالكار سيلانس [الإنجليزية]‏ \| + 8 ث \| \| \| 8 \| Ingrid Lorvik [الإنجليزية]‏ \| تيم كوب هايتك بوردكتس [الإنجليزية]‏ \| + 9 ث \| \| \| 9 \| روكسان فورنييه \| موفيستار للسيدات [الإنجليزية]‏ \| + 10 ث \| \| \| 10 \| ليزا برينور \| Ceratizit Pro Cycling [الإنجليزية]‏ \| + 10 ث \| \| |                         |                         |               |  |
| |                         |                         |               |  |
| مصدر: Cycling Quotient |                         |                         |               |  |
| التصنيف العام |                         |                         |               |  |
| المتسابقة | المتسابقة               | الفريق                  | الوقت         |  |
| 1 | لورينا ويبيس            | باركهوتل فالكنبورغ ‏     | 3 س 35 د 14 ث |  |
| 2 | كريستين ماجروس          | إس دي وركس ‏             | + 3 ث         |  |
| 3 | أليسون جاكسون           | EF Education–Tibco–SVB ‏ | + 6 ث         |  |
| 4 | سوزان أندرسن            | فريق سنويب للسيدات ‏     | + 7 ث         |  |
| 5 | لورين كيتشن             | FDJ–Suez ‏               | + 7 ث         |  |
| 6 | ماريان فوس              | ليف ريسينغ ‏             | + 8 ث         |  |
| 7 | ماريا جوليا كونفالونيري | فالكار سيلانس ‏          | + 8 ث         |  |
| 8 | Ingrid Lorvik ‏          | تيم كوب هايتك بوردكتس ‏  | + 9 ث         |  |
| 9 | روكسان فورنييه          | موفيستار للسيدات ‏       | + 10 ث        |  |
| 10 | ليزا برينور             | Ceratizit Pro Cycling ‏  | + 10 ث        |  |

### مرحلة 2
هي مرحلة جبلية، أجريت في 4 مايو 2019، وامتدّت لمسافة 135 كيلومتر فاز بالمرحلة ماريان فوس، ومتصدر الترتيب العام في نهاية المرحلة ماريان فوس.
| \| التصنيف العام \| التصنيف العام \| التصنيف العام \| التصنيف العام \| التصنيف العام \| \| المتسابقة \| المتسابقة \| الفريق \| الوقت \| \| \| ------------- \| ------------- \| ------------- \| ------------- \| ------------- \| |           |        |       |  |
| |           |        |       |  |
| مصدر: Cycling Quotient |           |        |       |  |
| التصنيف العام |           |        |       |  |
| المتسابقة | المتسابقة | الفريق | الوقت |  |

## التصنيف العام النهائي
| \| التصنيف العام \| التصنيف العام \| التصنيف العام \| التصنيف العام \| التصنيف العام \| \| المتسابقة \| المتسابقة \| الفريق \| الوقت \| \| \| ------------- \| -------------------------------- \| ---------------------------------- \| ------------- \| ------------- \| \| 1 \| ماريان فوس \| ليف ريسينغ [الإنجليزية]‏ \| 7 س 34 د 27 ث \| \| \| 2 \| مارغريتا فيكتوريا غارسيا \| موفيستار للسيدات [الإنجليزية]‏ \| + 7 ث \| \| \| 3 \| ثريا بالادين \| يو أي أيه تيم [الإنجليزية]‏ \| + 9 ث \| \| \| 4 \| كريستين ماجروس \| إس دي وركس [الإنجليزية]‏ \| + 1 د 28 ث \| \| \| 5 \| أماندا سبرات \| Liv AlUla Jayco [الإنجليزية]‏ \| + 1 د 35 ث \| \| \| 6 \| ليزا برينور \| Ceratizit Pro Cycling [الإنجليزية]‏ \| + 1 د 50 ث \| \| \| 7 \| Alice Maria Arzuffi [الإنجليزية]‏ \| فالكار سيلانس [الإنجليزية]‏ \| + 2 د 14 ث \| \| \| 8 \| هانا بارنز \| كانيون–إس آر إيه إم [الإنجليزية]‏ \| + 2 د 19 ث \| \| \| 9 \| Elizabeth Banks \| Équipe Paule Ka [الإنجليزية]‏ \| + 2 د 36 ث \| \| \| 10 \| ليان ليبرت \| فريق سنويب للسيدات [الإنجليزية]‏ \| + 2 د 50 ث \| \| |                          |                        |               |  |
| |                          |                        |               |  |
| |                          |                        |               |  |
| التصنيف العام |                          |                        |               |  |
| المتسابقة | المتسابقة                | الفريق                 | الوقت         |  |
| 1 | ماريان فوس               | ليف ريسينغ ‏            | 7 س 34 د 27 ث |  |
| 2 | مارغريتا فيكتوريا غارسيا | موفيستار للسيدات ‏      | + 7 ث         |  |
| 3 | ثريا بالادين             | يو أي أيه تيم ‏         | + 9 ث         |  |
| 4 | كريستين ماجروس           | إس دي وركس ‏            | + 1 د 28 ث    |  |
| 5 | أماندا سبرات             | Liv AlUla Jayco ‏       | + 1 د 35 ث    |  |
| 6 | ليزا برينور              | Ceratizit Pro Cycling ‏ | + 1 د 50 ث    |  |
| 7 | Alice Maria Arzuffi ‏     | فالكار سيلانس ‏         | + 2 د 14 ث    |  |
| 8 | هانا بارنز               | كانيون–إس آر إيه إم ‏   | + 2 د 19 ث    |  |
| 9 | Elizabeth Banks          | Équipe Paule Ka ‏       | + 2 د 36 ث    |  |
| 10 | ليان ليبرت               | فريق سنويب للسيدات ‏    | + 2 د 50 ث    |  |

### تصنيف النقاط
| \| تصنيف النقاط \| تصنيف النقاط \| تصنيف النقاط \| تصنيف النقاط \| تصنيف النقاط \| \| المتسابقة \| المتسابقة \| الفريق \| النقاط \| \| \| ------------ \| ------------------------ \| ----------------------------------- \| ------------ \| ------------ \| \| 1 \| كريستين ماجروس \| إس دي وركس [الإنجليزية]‏ \| 20 نقطة \| \| \| 2 \| ماريان فوس \| ليف ريسينغ [الإنجليزية]‏ \| 19 نقطة \| \| \| 3 \| مارغريتا فيكتوريا غارسيا \| موفيستار للسيدات [الإنجليزية]‏ \| 12 نقطة \| \| \| 4 \| ليزا برينور \| Ceratizit Pro Cycling [الإنجليزية]‏ \| 11 نقطة \| \| \| 5 \| سوزان أندرسن \| فريق سنويب للسيدات [الإنجليزية]‏ \| 10 نقطة \| \| \| 6 \| ثريا بالادين \| يو أي أيه تيم [الإنجليزية]‏ \| 9 نقطة \| \| \| 7 \| أليسون جاكسون \| EF Education–Tibco–SVB [الإنجليزية]‏ \| 9 نقطة \| \| \| 8 \| Elizabeth Banks \| Équipe Paule Ka [الإنجليزية]‏ \| 7 نقطة \| \| \| 9 \| روكسان فورنييه \| موفيستار للسيدات [الإنجليزية]‏ \| 7 نقطة \| \| \| 10 \| أماندا سبرات \| Liv AlUla Jayco [الإنجليزية]‏ \| 6 نقطة \| \| |                          |                         |         |  |
| |                          |                         |         |  |
| |                          |                         |         |  |
| تصنيف النقاط |                          |                         |         |  |
| المتسابقة | المتسابقة                | الفريق                  | النقاط  |  |
| 1 | كريستين ماجروس           | إس دي وركس ‏             | 20 نقطة |  |
| 2 | ماريان فوس               | ليف ريسينغ ‏             | 19 نقطة |  |
| 3 | مارغريتا فيكتوريا غارسيا | موفيستار للسيدات ‏       | 12 نقطة |  |
| 4 | ليزا برينور              | Ceratizit Pro Cycling ‏  | 11 نقطة |  |
| 5 | سوزان أندرسن             | فريق سنويب للسيدات ‏     | 10 نقطة |  |
| 6 | ثريا بالادين             | يو أي أيه تيم ‏          | 9 نقطة  |  |
| 7 | أليسون جاكسون            | EF Education–Tibco–SVB ‏ | 9 نقطة  |  |
| 8 | Elizabeth Banks          | Équipe Paule Ka ‏        | 7 نقطة  |  |
| 9 | روكسان فورنييه           | موفيستار للسيدات ‏       | 7 نقطة  |  |
| 10 | أماندا سبرات             | Liv AlUla Jayco ‏        | 6 نقطة  |  |

### الفرق حسب الوقت
خطأ لوا في وحدة:Cycling_race على السطر 5482: attempt to concatenate local 'tableNewline' (a nil value).

### تصنيف الجبال
| \| تصنيف الجبال \| تصنيف الجبال \| تصنيف الجبال \| تصنيف الجبال \| تصنيف الجبال \| \| المتسابقة \| المتسابقة \| الفريق \| النقاط \| \| \| ------------ \| ------------------------ \| ----------------------------- \| ------------ \| ------------ \| \| 1 \| مارغريتا فيكتوريا غارسيا \| موفيستار للسيدات [الإنجليزية]‏ \| 8 نقطة \| \| \| 2 \| أنا فان دير بريغين \| إس دي وركس [الإنجليزية]‏ \| 8 نقطة \| \| \| 3 \| ثريا بالادين \| يو أي أيه تيم [الإنجليزية]‏ \| 6 نقطة \| \| |                          |                   |        |  |
| |                          |                   |        |  |
| |                          |                   |        |  |
| تصنيف الجبال |                          |                   |        |  |
| المتسابقة | المتسابقة                | الفريق            | النقاط |  |
| 1 | مارغريتا فيكتوريا غارسيا | موفيستار للسيدات ‏ | 8 نقطة |  |
| 2 | أنا فان دير بريغين       | إس دي وركس ‏       | 8 نقطة |  |
| 3 | ثريا بالادين             | يو أي أيه تيم ‏    | 6 نقطة |  |

## المشاركون
| إس دي وركس ‏ DLT | إس دي وركس ‏ DLT           | إس دي وركس ‏ DLT |
| --------------- | ------------------------- | --------------- |
| م               | عداء                      | مرتبة           |
| 1               | أنا فان دير بريغين (طريق) | 28              |
| 2               | إيفا بورمان               | 22              |
| 3               | أمالي ديديريكسن (طريق)    | 60              |
| 4               | ايمي بيترز                | 12              |
| 5               | كريستين ماجروس (طريق)     | 4               |

| Lidl–Trek (women's team) ‏ TFS | Lidl–Trek (women's team) ‏ TFS | Lidl–Trek (women's team) ‏ TFS |
| ----------------------------- | ----------------------------- | ----------------------------- |
| م                             | عداء                          | مرتبة                         |
| 11                            | Lizzie Deignan                | 29                            |
| 12                            | Audrey Cordon-Ragot           | 20                            |
| 13                            | ليتيزيا باتيرنوستر            | لم يكمل السباق                |
| 14                            | تايلر وايلز                   | 51                            |
| 15                            | روث ويندر                     | لم يكمل السباق                |
| 16                            | تريكسي ووراك                  | 58                            |

| Liv AlUla Jayco ‏ MTS | Liv AlUla Jayco ‏ MTS | Liv AlUla Jayco ‏ MTS |
| -------------------- | -------------------- | -------------------- |
| م                    | عداء                 | مرتبة                |
| 21                   | أنيميك فان فليوتن    | 19                   |
| 22                   | غراسي إلفن           | لم يكمل السباق       |
| 23                   | لوسي كينيدي          | 57                   |
| 24                   | سارة روي             | 34                   |
| 25                   | أماندا سبرات         | 5                    |
| 26                   | Moniek Tenniglo ‏     | 72                   |

| ليف ريسينغ ‏ CCC | ليف ريسينغ ‏ CCC       | ليف ريسينغ ‏ CCC |
| --------------- | --------------------- | --------------- |
| م               | عداء                  | مرتبة           |
| 31              | ماريان فوس            | 1               |
| 32              | Valerie Demey ‏        | 71              |
| 33              | Jeanne Korevaar ‏      | 73              |
| 34              | ريجان ماركوس          | 23              |
| 35              | Pauliena Rooijakkers ‏ | لم يكمل السباق  |

| كانيون–إس آر إيه إم ‏ CSR | كانيون–إس آر إيه إم ‏ CSR | كانيون–إس آر إيه إم ‏ CSR |
| ------------------------ | ------------------------ | ------------------------ |
| م                        | عداء                     | مرتبة                    |
| 41                       | هانا بارنز               | 8                        |
| 42                       | Alice Barnes             | 59                       |
| 43                       | Tanja Erath ‏             | 75                       |
| 44                       | إيلا هاريس               | 45                       |
| 45                       | هانا لودفيغ              | 61                       |
| 46                       | Christa Riffel ‏          | 31                       |

| فريق سنويب للسيدات ‏ SUN | فريق سنويب للسيدات ‏ SUN | فريق سنويب للسيدات ‏ SUN |
| ----------------------- | ----------------------- | ----------------------- |
| م                       | عداء                    | مرتبة                   |
| 51                      | ليان ليبرت (طريق)       | 10                      |
| 52                      | سوزان أندرسن            | 62                      |
| 53                      | فايفر جورجي             | 18                      |
| 54                      | جولييت لابوس            | 17                      |
| 55                      | بيرنيل ماثيسين          | 77                      |
| 56                      | Julia Soek ‏             | لم يكمل السباق          |

| Ceratizit Pro Cycling ‏ WNT | Ceratizit Pro Cycling ‏ WNT | Ceratizit Pro Cycling ‏ WNT |
| -------------------------- | -------------------------- | -------------------------- |
| م                          | عداء                       | مرتبة                      |
| 61                         | إيريكا ماجندي              | 25                         |
| 62                         | ليزا برينور                | 6                          |
| 63                         | Kathrin Hammes ‏            | 44                         |
| 64                         | أني سانستيبان              | 53                         |
| 65                         | Lea Lin Teutenberg ‏        | 63                         |
| 66                         | Lara Vieceli ‏              | لم يكمل السباق             |

| FDJ–Suez ‏ FDJ | FDJ–Suez ‏ FDJ       | FDJ–Suez ‏ FDJ  |
| ------------- | ------------------- | -------------- |
| م             | عداء                | مرتبة          |
| 71            | Shara Marche        | 48             |
| 72            | أوجيني دوفال        | 41             |
| 73            | إميليا فهلين (طريق) | 14             |
| 74            | Victorie Guilman ‏   | 26             |
| 75            | لورين كيتشن         | 32             |
| 76            | Greta Richioud ‏     | لم يكمل السباق |

| فالكار سيلانس ‏ VAL | فالكار سيلانس ‏ VAL      | فالكار سيلانس ‏ VAL |
| ------------------ | ----------------------- | ------------------ |
| م                  | عداء                    | مرتبة              |
| 81                 | مارتا كافالي (طريق)     | 70                 |
| 82                 | Alice Maria Arzuffi ‏    | 7                  |
| 83                 | إليسا بالسامو           | 16                 |
| 84                 | ماريا جوليا كونفالونيري | لم يكمل السباق     |
| 85                 | كيارا كونسوني           | لم يكمل السباق     |
| 86                 | Ilaria Sanguineti ‏      | لم يكمل السباق     |

| موفيستار للسيدات ‏ MOV | موفيستار للسيدات ‏ MOV       | موفيستار للسيدات ‏ MOV |
| --------------------- | --------------------------- | --------------------- |
| م                     | عداء                        | مرتبة                 |
| 91                    | مارغريتا فيكتوريا غارسيا    | 2                     |
| 92                    | روكسان فورنييه              | 67                    |
| 93                    | Lorena Llamas ‏              | 76                    |
| 94                    | إيدر ميرينو كورتازار (طريق) | 21                    |
| 95                    | Lourdes Oyarbide ‏           | 78                    |
| 96                    | Alba Teruel Ribes ‏          | 68                    |

| EF Education–Tibco–SVB ‏ TIB | EF Education–Tibco–SVB ‏ TIB | EF Education–Tibco–SVB ‏ TIB |
| --------------------------- | --------------------------- | --------------------------- |
| م                           | عداء                        | مرتبة                       |
| 101                         | أليسون جاكسون               | 13                          |
| 102                         | نينا كيسلر                  | 64                          |
| 103                         | Shannon Malseed ‏            | 30                          |
| 104                         | Rozanne Slik ‏               | لم يكمل السباق              |
| 105                         | لورين ستيفنز                | 66                          |

| باركهوتل فالكنبورغ ‏ PHV | باركهوتل فالكنبورغ ‏ PHV | باركهوتل فالكنبورغ ‏ PHV |
| ----------------------- | ----------------------- | ----------------------- |
| م                       | عداء                    | مرتبة                   |
| 111                     | لورينا ويبيس            | لم يكمل السباق          |
| 112                     | Nina Buijsman ‏          | لم يكمل السباق          |
| 113                     | سوفي دي بوير ‏           | 54                      |
| 114                     | روكسان كنيتيمان         | 56                      |
| 115                     | إستر فان فيين           | لم يكمل السباق          |
| 116                     | ديمي فوليرينغ           | 15                      |

| يو أي أيه تيم ‏ ALE | يو أي أيه تيم ‏ ALE       | يو أي أيه تيم ‏ ALE |
| ------------------ | ------------------------ | ------------------ |
| م                  | عداء                     | مرتبة              |
| 121                | كلو هوسكينغ              | لم يكمل السباق     |
| 122                | رومي كاسبر               | لم يكمل السباق     |
| 123                | ثريا بالادين             | 3                  |
| 124                | Anna Trevisi ‏            | لم يكمل السباق     |
| 125                | Marjolein van 't Geloof ‏ | لم يكمل السباق     |
| 126                | Eri Yonamine ‏ (طريق)     | 46                 |

| Équipe Paule Ka ‏ BIG | Équipe Paule Ka ‏ BIG | Équipe Paule Ka ‏ BIG |
| -------------------- | -------------------- | -------------------- |
| م                    | عداء                 | مرتبة                |
| 131                  | Elizabeth Banks      | 9                    |
| 132                  | Martina Alzini ‏      | 38                   |
| 133                  | Nicole Hanselmann ‏   | 74                   |
| 134                  | Nikola Nosková ‏      | 55                   |
| 135                  | صوفي رايت            | 47                   |

| تيم كوب هايتك بوردكتس ‏ HPU | تيم كوب هايتك بوردكتس ‏ HPU | تيم كوب هايتك بوردكتس ‏ HPU |
| -------------------------- | -------------------------- | -------------------------- |
| م                          | عداء                       | مرتبة                      |
| 141                        | لوسي جارنر                 | لم يكمل السباق             |
| 142                        | غريس جارنر                 | لم يكمل السباق             |
| 143                        | Ingvild Gåskjenn ‏          | 49                         |
| 144                        | Vita Heine ‏ (طريق)         | 11                         |
| 145                        | Ingrid Lorvik ‏             | 33                         |
| 146                        | Chanella Stougje ‏          | لم يكمل السباق             |

| دروبز ‏ DRP | دروبز ‏ DRP          | دروبز ‏ DRP     |
| ---------- | ------------------- | -------------- |
| م          | عداء                | مرتبة          |
| 151        | Abby-Mae Parkinson ‏ | 36             |
| 152        | إلينور باركر        | لم يكمل السباق |
| 153        | ميجان باركر         | لم يكمل السباق |
| 154        | آنا كريستيان ‏       | 65             |
| 155        | إيلي ديكنسون        | 69             |
| 156        | إليزابيث هولدن      | 24             |

| بريطانيا GBR | بريطانيا GBR      | بريطانيا GBR   |
| ------------ | ----------------- | -------------- |
| م            | عداء              | مرتبة          |
| 161          | جيسيكا روبرتس     | 39             |
| 162          | Dani Christmas ‏   | 43             |
| 163          | Anna Docherty ‏    | لم يكمل السباق |
| 164          | Lauren Dolan ‏     | 27             |
| 165          | Nicola Juniper ‏   | 50             |
| 166          | Rebecca Raybould ‏ | لم يكمل السباق |

| بدون فريق ___ | بدون فريق ___ | بدون فريق ___  |
| ------------- | ------------- | -------------- |
| م             | عداء          | مرتبة          |
| 171           | سارة ستوري    | لم يكمل السباق |

| Storey Racing ‏ STR | Storey Racing ‏ STR | Storey Racing ‏ STR |
| ------------------ | ------------------ | ------------------ |
| م                  | عداء               | مرتبة              |
| 172                | Elynor Bäckstedt ‏  | 35                 |
| 173                | Lucy Gadd‏          | لم يكمل السباق     |
| 174                | Jayati Hine‏        | لم يكمل السباق     |
| 175                | كيلي ميرفي ‏        | لم يكمل السباق     |

| كامز-تيفوسي ‏ ___ | كامز-تيفوسي ‏ ___ | كامز-تيفوسي ‏ ___ |
| ---------------- | ---------------- | ---------------- |
| م                | عداء             | مرتبة            |
| 181              | آنا هندرسون      | 37               |
| 182              | ليا ديكسون ‏      | 52               |

| EF Education–Tibco–SVB ‏ TIB | EF Education–Tibco–SVB ‏ TIB | EF Education–Tibco–SVB ‏ TIB |
| --------------------------- | --------------------------- | --------------------------- |
| م                           | عداء                        | مرتبة                       |
| 183                         | ريبيكا داريل ‏               | 42                          |

| كامز-تيفوسي ‏ ___ | كامز-تيفوسي ‏ ___ | كامز-تيفوسي ‏ ___ |
| ---------------- | ---------------- | ---------------- |
| م                | عداء             | مرتبة            |
| 184              | Jessica Finney ‏  | لم يكمل السباق   |
| 185              | جابرييل شو ‏      | لم يكمل السباق   |
| 186              | Emily Wadsworth ‏ | 40               |

| إس دي وركس ‏ DLT | إس دي وركس ‏ DLT           | إس دي وركس ‏ DLT |
| --------------- | ------------------------- | --------------- |
| م               | عداء                      | مرتبة           |
| 1               | أنا فان دير بريغين (طريق) | 28              |
| 2               | إيفا بورمان               | 22              |
| 3               | أمالي ديديريكسن (طريق)    | 60              |
| 4               | ايمي بيترز                | 12              |
| 5               | كريستين ماجروس (طريق)     | 4               |

| Lidl–Trek (women's team) ‏ TFS | Lidl–Trek (women's team) ‏ TFS | Lidl–Trek (women's team) ‏ TFS |
| ----------------------------- | ----------------------------- | ----------------------------- |
| م                             | عداء                          | مرتبة                         |
| 11                            | Lizzie Deignan                | 29                            |
| 12                            | Audrey Cordon-Ragot           | 20                            |
| 13                            | ليتيزيا باتيرنوستر            | لم يكمل السباق                |
| 14                            | تايلر وايلز                   | 51                            |
| 15                            | روث ويندر                     | لم يكمل السباق                |
| 16                            | تريكسي ووراك                  | 58                            |

| Liv AlUla Jayco ‏ MTS | Liv AlUla Jayco ‏ MTS | Liv AlUla Jayco ‏ MTS |
| -------------------- | -------------------- | -------------------- |
| م                    | عداء                 | مرتبة                |
| 21                   | أنيميك فان فليوتن    | 19                   |
| 22                   | غراسي إلفن           | لم يكمل السباق       |
| 23                   | لوسي كينيدي          | 57                   |
| 24                   | سارة روي             | 34                   |
| 25                   | أماندا سبرات         | 5                    |
| 26                   | Moniek Tenniglo ‏     | 72                   |

| ليف ريسينغ ‏ CCC | ليف ريسينغ ‏ CCC       | ليف ريسينغ ‏ CCC |
| --------------- | --------------------- | --------------- |
| م               | عداء                  | مرتبة           |
| 31              | ماريان فوس            | 1               |
| 32              | Valerie Demey ‏        | 71              |
| 33              | Jeanne Korevaar ‏      | 73              |
| 34              | ريجان ماركوس          | 23              |
| 35              | Pauliena Rooijakkers ‏ | لم يكمل السباق  |

| كانيون–إس آر إيه إم ‏ CSR | كانيون–إس آر إيه إم ‏ CSR | كانيون–إس آر إيه إم ‏ CSR |
| ------------------------ | ------------------------ | ------------------------ |
| م                        | عداء                     | مرتبة                    |
| 41                       | هانا بارنز               | 8                        |
| 42                       | Alice Barnes             | 59                       |
| 43                       | Tanja Erath ‏             | 75                       |
| 44                       | إيلا هاريس               | 45                       |
| 45                       | هانا لودفيغ              | 61                       |
| 46                       | Christa Riffel ‏          | 31                       |

| فريق سنويب للسيدات ‏ SUN | فريق سنويب للسيدات ‏ SUN | فريق سنويب للسيدات ‏ SUN |
| ----------------------- | ----------------------- | ----------------------- |
| م                       | عداء                    | مرتبة                   |
| 51                      | ليان ليبرت (طريق)       | 10                      |
| 52                      | سوزان أندرسن            | 62                      |
| 53                      | فايفر جورجي             | 18                      |
| 54                      | جولييت لابوس            | 17                      |
| 55                      | بيرنيل ماثيسين          | 77                      |
| 56                      | Julia Soek ‏             | لم يكمل السباق          |

| Ceratizit Pro Cycling ‏ WNT | Ceratizit Pro Cycling ‏ WNT | Ceratizit Pro Cycling ‏ WNT |
| -------------------------- | -------------------------- | -------------------------- |
| م                          | عداء                       | مرتبة                      |
| 61                         | إيريكا ماجندي              | 25                         |
| 62                         | ليزا برينور                | 6                          |
| 63                         | Kathrin Hammes ‏            | 44                         |
| 64                         | أني سانستيبان              | 53                         |
| 65                         | Lea Lin Teutenberg ‏        | 63                         |
| 66                         | Lara Vieceli ‏              | لم يكمل السباق             |

| FDJ–Suez ‏ FDJ | FDJ–Suez ‏ FDJ       | FDJ–Suez ‏ FDJ  |
| ------------- | ------------------- | -------------- |
| م             | عداء                | مرتبة          |
| 71            | Shara Marche        | 48             |
| 72            | أوجيني دوفال        | 41             |
| 73            | إميليا فهلين (طريق) | 14             |
| 74            | Victorie Guilman ‏   | 26             |
| 75            | لورين كيتشن         | 32             |
| 76            | Greta Richioud ‏     | لم يكمل السباق |

| فالكار سيلانس ‏ VAL | فالكار سيلانس ‏ VAL      | فالكار سيلانس ‏ VAL |
| ------------------ | ----------------------- | ------------------ |
| م                  | عداء                    | مرتبة              |
| 81                 | مارتا كافالي (طريق)     | 70                 |
| 82                 | Alice Maria Arzuffi ‏    | 7                  |
| 83                 | إليسا بالسامو           | 16                 |
| 84                 | ماريا جوليا كونفالونيري | لم يكمل السباق     |
| 85                 | كيارا كونسوني           | لم يكمل السباق     |
| 86                 | Ilaria Sanguineti ‏      | لم يكمل السباق     |

| موفيستار للسيدات ‏ MOV | موفيستار للسيدات ‏ MOV       | موفيستار للسيدات ‏ MOV |
| --------------------- | --------------------------- | --------------------- |
| م                     | عداء                        | مرتبة                 |
| 91                    | مارغريتا فيكتوريا غارسيا    | 2                     |
| 92                    | روكسان فورنييه              | 67                    |
| 93                    | Lorena Llamas ‏              | 76                    |
| 94                    | إيدر ميرينو كورتازار (طريق) | 21                    |
| 95                    | Lourdes Oyarbide ‏           | 78                    |
| 96                    | Alba Teruel Ribes ‏          | 68                    |

| EF Education–Tibco–SVB ‏ TIB | EF Education–Tibco–SVB ‏ TIB | EF Education–Tibco–SVB ‏ TIB |
| --------------------------- | --------------------------- | --------------------------- |
| م                           | عداء                        | مرتبة                       |
| 101                         | أليسون جاكسون               | 13                          |
| 102                         | نينا كيسلر                  | 64                          |
| 103                         | Shannon Malseed ‏            | 30                          |
| 104                         | Rozanne Slik ‏               | لم يكمل السباق              |
| 105                         | لورين ستيفنز                | 66                          |

| باركهوتل فالكنبورغ ‏ PHV | باركهوتل فالكنبورغ ‏ PHV | باركهوتل فالكنبورغ ‏ PHV |
| ----------------------- | ----------------------- | ----------------------- |
| م                       | عداء                    | مرتبة                   |
| 111                     | لورينا ويبيس            | لم يكمل السباق          |
| 112                     | Nina Buijsman ‏          | لم يكمل السباق          |
| 113                     | سوفي دي بوير ‏           | 54                      |
| 114                     | روكسان كنيتيمان         | 56                      |
| 115                     | إستر فان فيين           | لم يكمل السباق          |
| 116                     | ديمي فوليرينغ           | 15                      |

| يو أي أيه تيم ‏ ALE | يو أي أيه تيم ‏ ALE       | يو أي أيه تيم ‏ ALE |
| ------------------ | ------------------------ | ------------------ |
| م                  | عداء                     | مرتبة              |
| 121                | كلو هوسكينغ              | لم يكمل السباق     |
| 122                | رومي كاسبر               | لم يكمل السباق     |
| 123                | ثريا بالادين             | 3                  |
| 124                | Anna Trevisi ‏            | لم يكمل السباق     |
| 125                | Marjolein van 't Geloof ‏ | لم يكمل السباق     |
| 126                | Eri Yonamine ‏ (طريق)     | 46                 |

| Équipe Paule Ka ‏ BIG | Équipe Paule Ka ‏ BIG | Équipe Paule Ka ‏ BIG |
| -------------------- | -------------------- | -------------------- |
| م                    | عداء                 | مرتبة                |
| 131                  | Elizabeth Banks      | 9                    |
| 132                  | Martina Alzini ‏      | 38                   |
| 133                  | Nicole Hanselmann ‏   | 74                   |
| 134                  | Nikola Nosková ‏      | 55                   |
| 135                  | صوفي رايت            | 47                   |

| تيم كوب هايتك بوردكتس ‏ HPU | تيم كوب هايتك بوردكتس ‏ HPU | تيم كوب هايتك بوردكتس ‏ HPU |
| -------------------------- | -------------------------- | -------------------------- |
| م                          | عداء                       | مرتبة                      |
| 141                        | لوسي جارنر                 | لم يكمل السباق             |
| 142                        | غريس جارنر                 | لم يكمل السباق             |
| 143                        | Ingvild Gåskjenn ‏          | 49                         |
| 144                        | Vita Heine ‏ (طريق)         | 11                         |
| 145                        | Ingrid Lorvik ‏             | 33                         |
| 146                        | Chanella Stougje ‏          | لم يكمل السباق             |

| دروبز ‏ DRP | دروبز ‏ DRP          | دروبز ‏ DRP     |
| ---------- | ------------------- | -------------- |
| م          | عداء                | مرتبة          |
| 151        | Abby-Mae Parkinson ‏ | 36             |
| 152        | إلينور باركر        | لم يكمل السباق |
| 153        | ميجان باركر         | لم يكمل السباق |
| 154        | آنا كريستيان ‏       | 65             |
| 155        | إيلي ديكنسون        | 69             |
| 156        | إليزابيث هولدن      | 24             |

| بريطانيا GBR | بريطانيا GBR      | بريطانيا GBR   |
| ------------ | ----------------- | -------------- |
| م            | عداء              | مرتبة          |
| 161          | جيسيكا روبرتس     | 39             |
| 162          | Dani Christmas ‏   | 43             |
| 163          | Anna Docherty ‏    | لم يكمل السباق |
| 164          | Lauren Dolan ‏     | 27             |
| 165          | Nicola Juniper ‏   | 50             |
| 166          | Rebecca Raybould ‏ | لم يكمل السباق |

| بدون فريق ___ | بدون فريق ___ | بدون فريق ___  |
| ------------- | ------------- | -------------- |
| م             | عداء          | مرتبة          |
| 171           | سارة ستوري    | لم يكمل السباق |

| Storey Racing ‏ STR | Storey Racing ‏ STR | Storey Racing ‏ STR |
| ------------------ | ------------------ | ------------------ |
| م                  | عداء               | مرتبة              |
| 172                | Elynor Bäckstedt ‏  | 35                 |
| 173                | Lucy Gadd‏          | لم يكمل السباق     |
| 174                | Jayati Hine‏        | لم يكمل السباق     |
| 175                | كيلي ميرفي ‏        | لم يكمل السباق     |

| كامز-تيفوسي ‏ ___ | كامز-تيفوسي ‏ ___ | كامز-تيفوسي ‏ ___ |
| ---------------- | ---------------- | ---------------- |
| م                | عداء             | مرتبة            |
| 181              | آنا هندرسون      | 37               |
| 182              | ليا ديكسون ‏      | 52               |

| EF Education–Tibco–SVB ‏ TIB | EF Education–Tibco–SVB ‏ TIB | EF Education–Tibco–SVB ‏ TIB |
| --------------------------- | --------------------------- | --------------------------- |
| م                           | عداء                        | مرتبة                       |
| 183                         | ريبيكا داريل ‏               | 42                          |

| كامز-تيفوسي ‏ ___ | كامز-تيفوسي ‏ ___ | كامز-تيفوسي ‏ ___ |
| ---------------- | ---------------- | ---------------- |
| م                | عداء             | مرتبة            |
| 184              | Jessica Finney ‏  | لم يكمل السباق   |
| 185              | جابرييل شو ‏      | لم يكمل السباق   |
| 186              | Emily Wadsworth ‏ | 40               |